# توپولوژی زیرفضایی
در توپولوژی، زیرفضای یک فضای توپولوژیکی چون {\displaystyle X}، زیرمجموعه ای چون {\displaystyle S} از {\displaystyle X} است که مجهز به توپولوژی القایی از {\displaystyle X} به نام توپولوژی زیرفضایی (یا توپولوژی نسبی، یا توپولوژی القایی یا توپولوژی اثر) می‌باشد.